# Lyn Murray
Lyn Murray, all'anagrafe Lionel Breeze (Londra, 13 agosto 1909 – Los Angeles, 20 maggio 1989), è stato un compositore, musicista, direttore d'orchestra e arrangiatore inglese per radio, televisione e musiche da film.

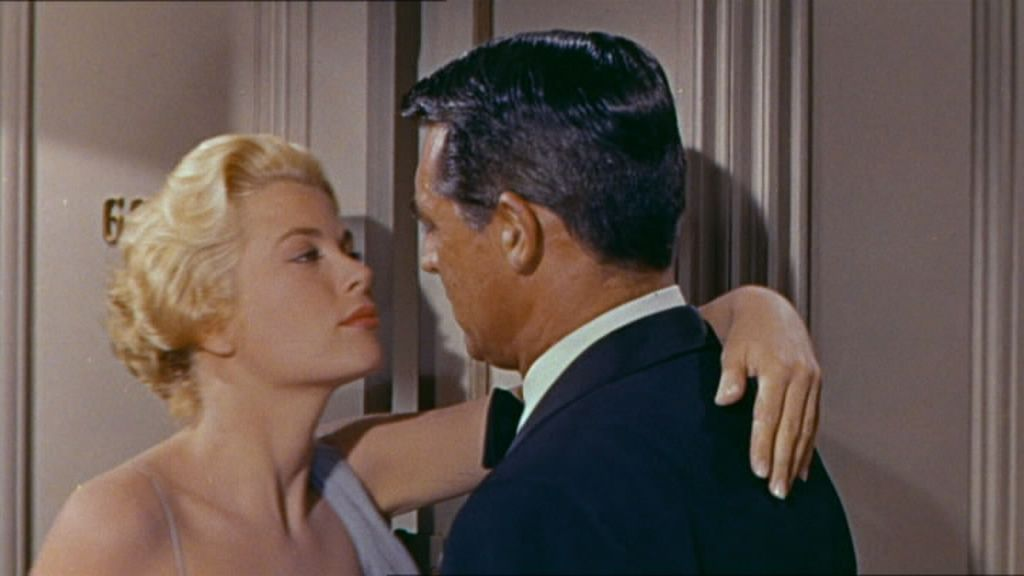
Una scena di Caccia al ladro

Oltre a un'intensa attività come arrangiatore e compositore di musiche per la radio e la televisione, Murray è noto soprattutto per aver   composto e diretto le colonne sonore di film di successo come, tra i tanti, Sciacalli nell'ombra (1951), Caccia al ladro (1955), Operazione Normandia (1956), Fuga da  Zahrain (1962), Appuntamento fra le nuvole (1963), Tra moglie e marito (1963), Spogliarello per una vedova (1965), Strategy of Terror (1969). Nel 1950, giunto a Hollywood, aveva scritto e arrangiato le parti vocali per il film di Walt Disney Cenerentola.